# Jacksonaster depressum
Espèce
Jacksonaster depressum (anciennement Laganum depressum) est une espèce d'oursins irréguliers, de la famille des Laganidae.

## Description et caractéristiques
C'est un petit oursin plat caractéristique, de forme arrondie et de couleur beige sable, orné sur sa face supérieure d'une étoile brun-rouge à cinq branches, par où sortent ses organes respiratoires microscopiques. La bouche est située au centre de la face orale (inférieure), et l'anus en arrière de celle-ci.
Ce sont des oursins fouisseurs, qui vivent enterrés à faible profondeur dans le sédiment, qu'ils filtrent pour se nourrir : pour cette raison, ils sont rarement aperçus vivants.

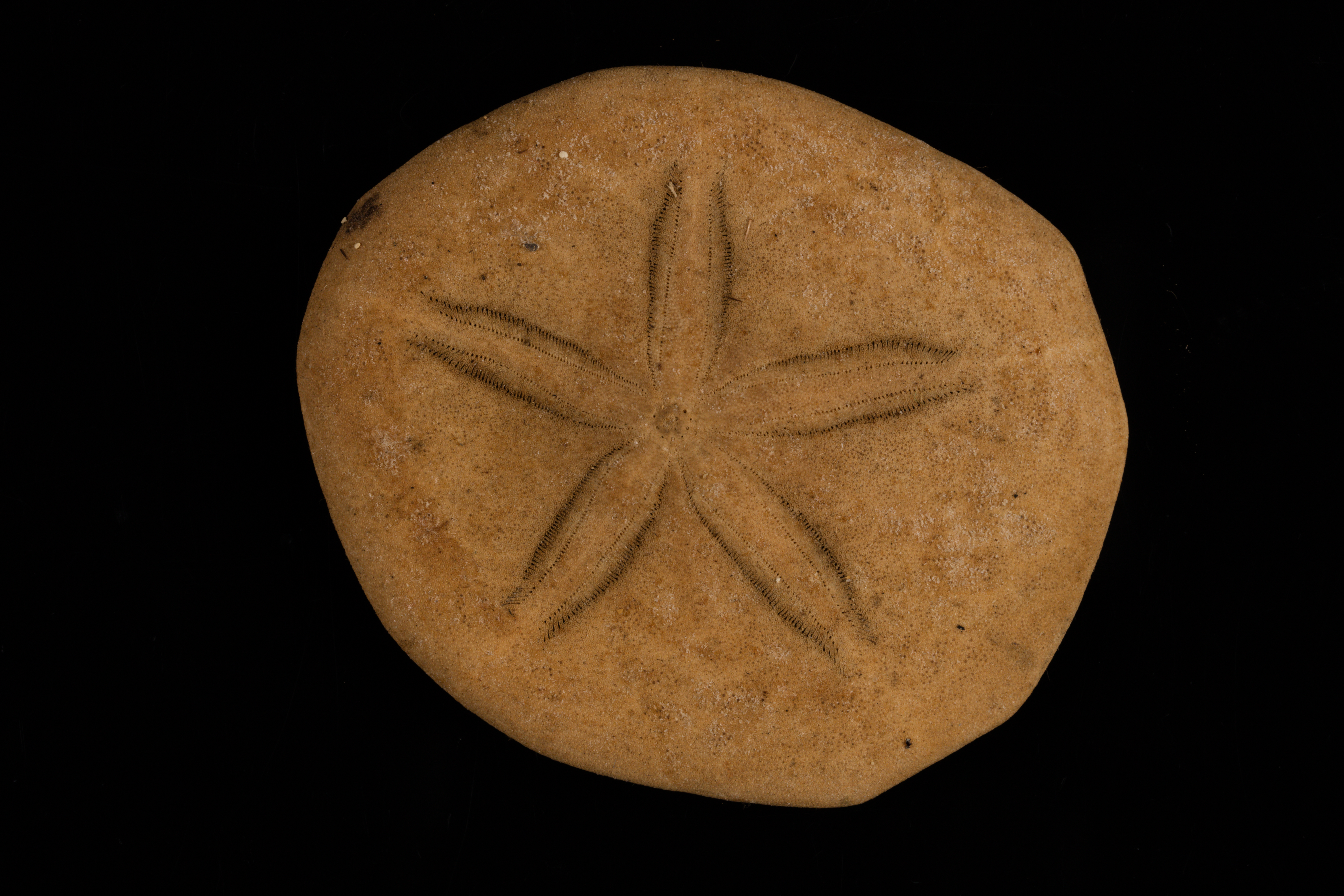
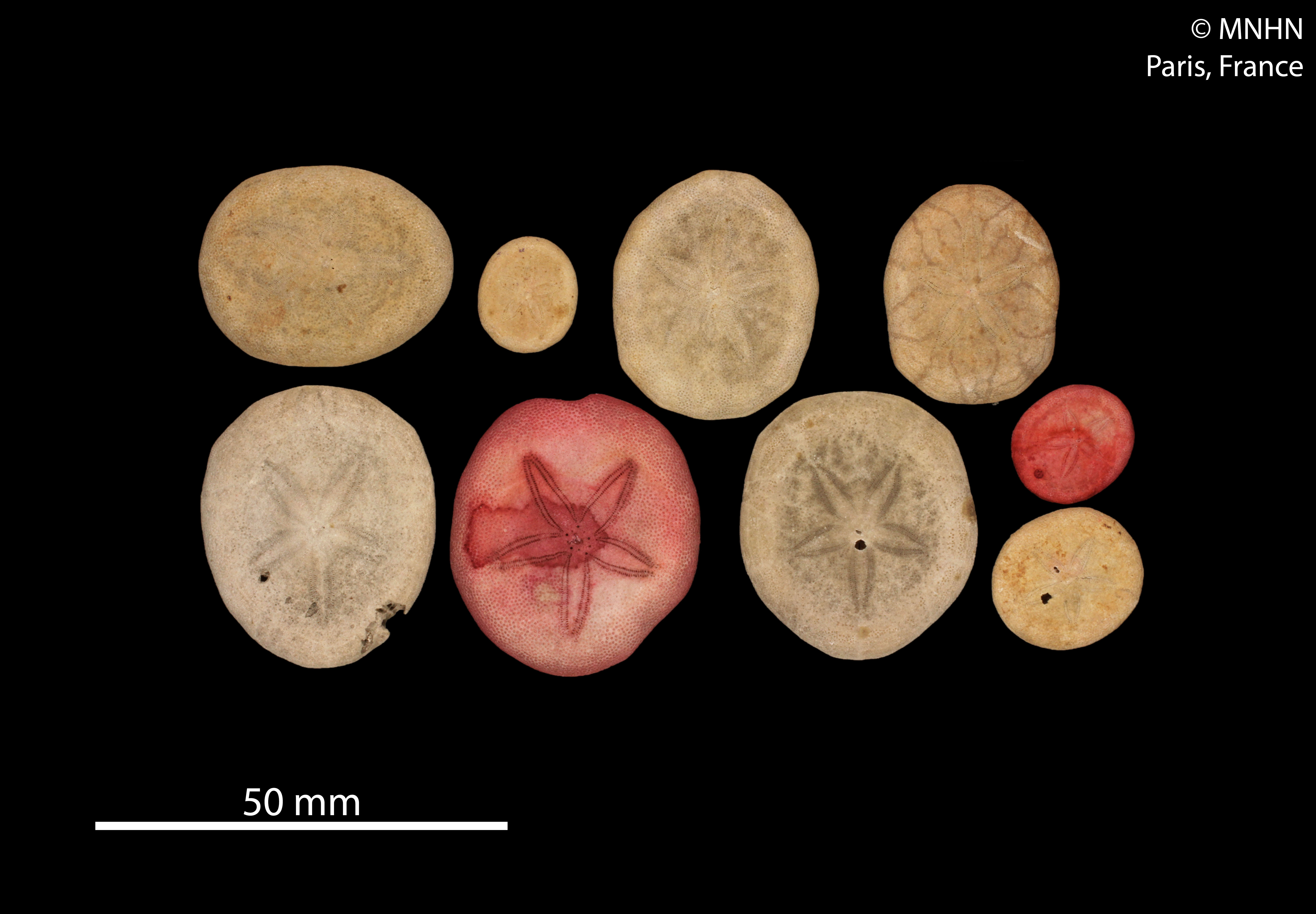
Face aborale de divers spécimens naturalisés (MNHN)
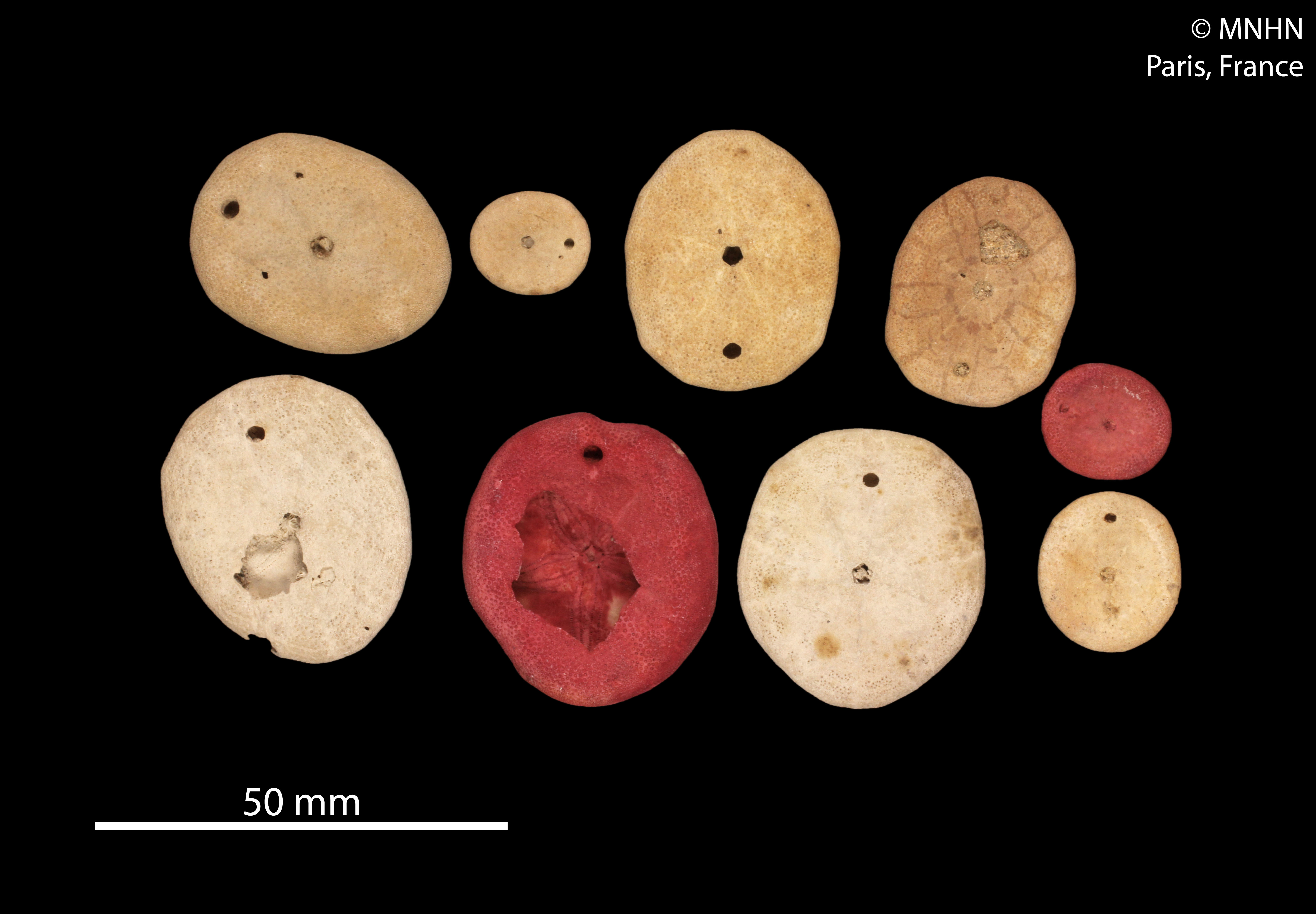
Face orale.
Laganum depressum var. alienum
Laganum depressum var. tenue

## Habitat et répartition
On trouve ces oursins sur les fonds sableux et sédimentaires, de 50 à 200 m de profondeur (parfois moins), principalement dans l'Ouest de l'Océan Pacifique (des Philippines aux côtes orientales de l'Australie) mais aussi dans l'Océan Indien tropical ouest et en Mer Rouge.

## Liste des sous-espèces
Selon World Register of Marine Species (1 mai 2014) :
- sous-espèce Jacksonaster depressum alienum (Mortensen, 1948)
- sous-espèce Jacksonaster depressum delicatum (Mazzetti, 1894)
- sous-espèce Jacksonaster depressum depressum (L. Agassiz, 1841)
- sous-espèce Jacksonaster depressum tenue (Mortensen, 1948)
- sous-espèce Jacksonaster depressum tonganense (A. Agassiz, 1841)